# Econstor

Logo

Econstor (Eigenschreibweise EconStor) ist ein Repositorium für den Bereich Wirtschaftswissenschaften, der Forschungsliteratur im Open Access anbietet und zudem über verschiedene Fachportale und Suchmaschinen auffindbar macht. Der Dienst wird von der ZBW – Leibniz-Informationszentrum Wirtschaft betrieben.
Ein Großteil der Veröffentlichungen stammt von wirtschaftswissenschaftlichen Institutionen aus Deutschland und wird auf Basis von Nutzungsvereinbarungen bereitgestellt. Daneben haben auch einzelne Forscher die Möglichkeit, ihre wissenschaftlichen Arbeiten auf Econstor hochzuladen. Die Publikationen umfassen insbesondere Arbeits- und Diskussionspapiere und Konferenzbeiträge, aber auch Artikel von Fachzeitschriften oder Dissertationen. So nutzt die wichtigste volkswirtschaftliche Fachgesellschaft im deutschsprachigen Raum, der Verein für Socialpolitik, seit 2010 Econstor für die Online-Publikation der eingereichten Konferenzbeiträge ihrer Jahrestagung.
Zu den wichtigsten Online-Vertriebswegen der Econstor-Dokumente gehört die RePEc-Datenbank, für die Econstor gleichzeitig einer der größten Content-Lieferanten darstellt.
Mit fast 250.000 Volltexten gehört Econstor zu den größten Repositorien in seinem Fachgebiet und in Deutschland.
Econstor nutzt das Handle-System, um Permalinks zur Verfügung zu stellen.